# Denning, Arkansas
Denning là một thị trấn thuộc quận Franklin, tiểu bang Arkansas, Hoa Kỳ. Năm 2010, dân số của thị trấn này là 314 người.

## Dân số
- Dân số năm 2000: 270 người.
- Dân số năm 2010: 314 người.